# Civry-la-Forêt
Civry-la-Forêt és un municipi francès, situat al departament d'Yvelines i a la regió de l'Illa de França. L'any 2007 tenia 331 habitants.
Forma part del cantó de Bonnières-sur-Seine, del districte de Mantes-la-Jolie i de la Comunitat de comunes del Pays Houdanais.

## Demografia

### Població
El 2007 la població de fet de Civry-la-Forêt era de 331 persones. Hi havia 112 famílies, de les quals 20 eren unipersonals (12 homes vivint sols i 8 dones vivint soles), 20 parelles sense fills, 60 parelles amb fills i 12 famílies monoparentals amb fills.
La població ha evolucionat segons el següent gràfic:
Habitants censats

### Habitatges
El 2007 hi havia 142 habitatges, 118 eren l'habitatge principal de la família, 11 eren segones residències i 12 estaven desocupats. 140 eren cases i 2 eren apartaments. Dels 118 habitatges principals, 103 estaven ocupats pels seus propietaris, 13 estaven llogats i ocupats pels llogaters i 2 estaven cedits a títol gratuït; 1 tenia una cambra, 2 en tenien dues, 10 en tenien tres, 18 en tenien quatre i 87 en tenien cinc o més. 99 habitatges disposaven pel capbaix d'una plaça de pàrquing. A 45 habitatges hi havia un automòbil i a 69 n'hi havia dos o més.

### Piràmide de població
La piràmide de població per edats i sexe el 2009 era:
| Homes | Edats   | Dones |
| ----- | ------- | ----- |
| 0     | 95 o +  | 0     |
| 0     | 90 a 94 | 0     |
| 0     | 85 a 89 | 0     |
| 0     | 80 a 84 | 0     |
| 0     | 75 a 79 | 4     |
| 0     | 70 a 74 | 0     |
| 8     | 65 a 69 | 0     |
| 8     | 60 a 64 | 12    |
| 8     | 55 a 59 | 16    |
| 8     | 50 a 54 | 16    |
| 20    | 45 a 49 | 12    |
| 4     | 40 a 44 | 12    |
| 12    | 35 a 39 | 12    |
| 12    | 30 a 34 | 12    |
| 16    | 25 a 29 | 8     |
| 4     | 20 a 24 | 12    |
| 12    | 15 a 19 | 8     |
| 16    | 10 a 14 | 12    |
| 16    | 5 a 9   | 4     |
| 16    | 0 a 4   | 16    |

## Economia
El 2007 la població en edat de treballar era de 220 persones, 168 eren actives i 52 eren inactives. De les 168 persones actives 165 estaven ocupades (80 homes i 85 dones) i 3 estaven aturades (2 homes i 1 dona). De les 52 persones inactives 18 estaven jubilades, 22 estaven estudiant i 12 estaven classificades com a «altres inactius».

### Ingressos
El 2009 a Civry-la-Forêt hi havia 126 unitats fiscals que integraven 353 persones, la mediana anual d'ingressos fiscals per persona era de 26.405 €.

### Activitats econòmiques
Dels 18 establiments que hi havia el 2007, 3 eren d'empreses de construcció, 2 d'empreses de comerç i reparació d'automòbils, 2 d'empreses de transport, 1 d'una empresa d'informació i comunicació, 1 d'una empresa immobiliària, 6 d'empreses de serveis, 2 d'entitats de l'administració pública i 1 d'una empresa classificada com a «altres activitats de serveis».
Dels 3 establiments de servei als particulars que hi havia el 2009, 1 era un guixaire pintor, 1 fusteria i 1 electricista.
L'any 2000 a Civry-la-Forêt hi havia 6 explotacions agrícoles.

## Equipaments sanitaris i escolars
El 2009 hi havia una escola elemental.

## Poblacions més properes
El següent diagrama mostra les poblacions més properes.